# Луч (класс яхт)
Луч — гоночный одноместный швертбот национального класса с парусным вооружением типа кэт. 
Швертбот подходит для обучения парусному спорту и соревнований среди детей, подростков, студентов и взрослых. Распространён в России и некоторых других странах, входивших в состав СССР.

## Рангоут
Рангоут швертбота — гибкий составной, трубчатого сечения. Изготавливается из алюминиевого сплава.
- Нижняя часть мачты длиной 2,85 м, имеет прикрепленное заклепками стальное основание штыревого вертлюга[4][5][6], а также кронштейн крепления блоков-оттяжки. Нижняя часть мачты имеет пластиковое основание-заглушку.
- Верхняя часть мачты длиной 3,6 м выполнена гибкой. Эта часть не имеет каких-либо конструктивных замков и иных креплений, и просто вставляется в нижнюю часть. Топ и нок мачты имеют пластиковые заглушки. Отсутствие на мачте закрепленных частей обусловлено надеванием на неё кармана паруса.
- Гик выполняется из трубчатого профиля и имеет на пятке пластиковую заглушку-гнездо для штыря вертлюга. На гике закреплены: металлическая вставка блок-оттяжки гика, проводочные кипы гика-шкота и оттяжки шкотового угла, щелевой стопор.

Благодаря гибкости верхней части, мачта может изменять изгиб путём регулирования оттяжки гика.

## Парус
Парус типа бермудский кэт площадью 7,05 м² выполняется из дакрона. Спроектирован в дакроновом варианте изготовления в 1970 году для вооружения яхт «Лазер» серебряным призёром Олимпиады и известным в США парусным мастером Хансом Фогом:73. Парус имеет три лат-кармана. На парусе имеется «окно» из прозрачного лавсана для контроля гонщиком обстановки. Также к парусу прикрепляют индикаторы обтекания паруса воздушным потоком — «колдунчики». В отличие от большинства гоночных швертботов парус крепится к гику не через ликпаз, а оттяжкой шкотового угла; таким образом, между парусом и гиком имеется щель. Для тонкой настройки формы паруса имеется натяжка передней шкаторины — «оттяжка Канингхема».

## Корпус
Корпус выполняется из стеклопластика, сборкой-запрессовыванием двух секций: собственно корпуса со шверт-колодцем, пластиковыми стрингерами и верхней секции — палубы с элементами жесткости, мачтовым стаканом, отформованной с кокпитом в единое целое. Доступ внутрь корпуса (например для ремонта) экипаж осуществляет через врезные завинчивающиеся лючки на корме и носу швертбота.
Аварийная плавучесть корпуса швертбота обеспечивается пенопластовыми вставками. В основании транца швертбота расположена пробка-шпигат для слива накопившейся внутри корпуса воды. Кокпит швертбота имеет небольшие размерения; в случае переворота швертбота в нём скапливается небольшое количество воды. Это позволяет обходиться на «Луче» без черпака. Также в кокпит швертбота встроен водосливной эжектор, работающий лишь при достаточной скорости яхты. Благодаря небольшой массе корпуса и высокой плавучести спортсмену не составляет труда поставить яхту на ровный киль в одиночку.

## Оснастка корпуса
На носу корпуса закреплена кипа буксирного троса. На палубе, в районе гнезда мачтового стакана закрепляются проводочные кипы или блоки оттяжки Канингхема и оттяжки шкотового угла.
Палуба в районе швертового колодца имеет закрепленные один-два щелевых или кулачковых стопора для фиксации этих оттяжек.
В кокпите расположен ремень для откренивания швертбота, закрепленный в двух точках:
- пластиной, на крышке швертового колодца
- привязкой к кипам, расположенным на задней стенке кокпита.

На крышке швертового колодца крепится блок гика-шкота.
На палубе, в районе передней части кокпита, по обоим бортам могут быть расположены кулачковые стопоры для фиксации гика-шкота.
На корме корпуса расположены две проводочные стальные кипы и щелевой стопор для проведения через них погона тросового типа, по которому перемещается блок гика-шкота.
На транце расположены две петли навесного руля, а также стопор-пластина, препятствующий выскакиванию руля из петель при перевороте яхты.

## Такелаж
Швертбот имеет такелаж бегучего типа, с тросовым погоном на корме. Мачта не закреплена в степсе и поворачивается вокруг собственной оси вслед за парусом.
Проводка гика-шкота и других тросов проходит через систему блочков для уменьшения мышечного усилия гонщика. Оттяжка гика в простом варианте состоит из многошкивных блоков. На оттяжке гика применяют веревки из прочных материалов — кевлара и Вектрана V12.

## Шверт и рулевое управление
Шверт кинжального типа, стеклопластиковый. Шверт удерживается в поднятом состоянии за счет силы трения или при помощи резинки, перекашивающей и тем самым заклинивающей его в колодце. В верхней части шверта закреплен резиновый стопор-ограничитель хода шверта в швертовом колодце, не позволяющий шверту проваливаться вглубь колодца
Руль навесной стеклопластиковый, с пером подъёмного типа, которое фиксируется в рабочем положении тросовой оттяжкой (сорлинем) в щелевом стопоре. Рулевая коробка выполнена из алюминиевого сплава и рулевые петли выполняются из нержавеющей стали. Румпель выполнен из алюминиевого трубчатого профиля. Удлинитель руля на шарнире выполнен из алюминиевой трубки малого диаметра.

## Производство
Швертбот начал массово выпускаться в СССР в 1984 году Таллинской экспериментальной верфью спортивного судостроения. До 1991 года было выпущено около 6 тысяч яхт. 
Примерно с 2000 года производство швертботов «Луч» налажено (в разное время) в нескольких городах России: Москве, Нижнем Новгороде, Санкт-Петербурге, Сызрани, Тольятти.
С 2015 года производство швертботов разрешается любой судостроительной компании, имеющей лицензию  Ассоциации национального класса «Луч».

## Модификации
Швертбот Луч имеет модификации, отличающиеся размером кокпита, площадью парусности, длиной нижней секции мачты:
- Луч-мини (площадь парусности уменьшена до 5,3 кв.м.)
- Луч-радиал (площадь парусности уменьшена до 6.0 кв.м.)

- Луч-стандарт
- Луч-мини

## Достоинства и недостатки швертбота
Достоинства:
- швертбот имеет небольшую массу (60—65 кг) и может легко перевозиться даже на багажнике легкового автомобиля;
- относительная дешевизна швертбота позволяет приобретать его секциям и частным лицам;
- наличие тонких настроек паруса позволяет начинающим яхтсменам развивать свои знания умения и навыки в парусном спорте;
- высокая скорость швертбота, обусловленная большой площадью парусности и глиссирующими обводами корпуса; возможность идти в режиме глиссирования при ветре достаточной силы;
- схема проводки бегучего такелажа с тросовым погоном препятствует скручиванию задней шкаторины паруса;
- рукавное крепление паруса к мачте улучшает обтекание профиля паруса воздушным потоком, увеличивает его тягу.

Недостатки:
- узкий корпус и большая парусность существенно ухудшают остойчивость швертбота;
- как и все швертботы с вооружением кэт, на курсе фордевинд «Луч» подвержен раскачке[11];
- рукавное крепление паруса к мачте не позволяет оперативно уменьшать парусность при сильном ветре (взятие рифов), опускать парус перед буксировкой, при подходе к берегу и т. п.

## Распространение швертбота в России и других странах
По состоянию на 2015 год швертботы классов «Луч», «Луч-мини» и «Луч-радиал» приняли участие в 19 всероссийских и межрегиональных соревнованиях. Чемпионат России 2016 года собрал 21 участника в классе «Луч» и 34 в классе «Луч-радиал». 
Класс «Луч» распространён в Белоруссии, Приднестровской Молдавской Республике "Яхт-клуб Фордевинд на Кучкрганском водохранилище"(самопровозглашенное непризнанное государство), на Украине и в некоторых других странах, входивших в состав СССР.

## Структура цены швертбота
По состоянию на 2017 год стоимость швертбота в базовой комплектации лежала в диапазоне от 170 до 275 тысяч рублей.